# Sutoku
Keizer Sutoku (崇徳天皇, Sutoku-tennō, 7 juli 1119 - 14 september 1164)) was de 75e keizer van Japan volgens de traditionele opvolgingsvolgorde. Hij regeerde van 1123 tot 1142.

## Genealogie
Sutoku’s persoonlijke naam (imina) was Akihito (顕仁).. Hij was de zoon van keizer Toba, maar er bestaan ook teksten die beweren dat hij de zoon was van keizer Shirakawa.
Over hoeveel keizerinnen, hofdames en kinderen Sutoku had is niets bekend.

## Leven
Sutoku kwam reeds op zijn vijfde op de troon toen zijn vader aftrad. Toba bleef echter wel doorregeren als Insei-keizer. Sutoku had hierdoor weinig macht. Er zijn maar weinig wapenfeiten van hem bekend, behalve dat hij in 1125 een pelgrimstocht langs verschillende schrijnen maakte. In 1142 trad hij af ten gunste van zijn broer, Konoe.
Na te zijn afgetreden, bleef Sutoku wel actief aan het keizerlijk hof. In 1151 gaf hij opdracht tot het opstellen van de Waka-bloemlezing Shika Wakashū. In 1156 raakte hij net als de rest van de keizerlijke familie betrokken bij de Hogen-opstand. Hij slaagde er niet in deze neer te slaan, en werd daarom verbannen naar de provincie Sanuki. Na zijn verbanning trok Sutoku zich terug in een klooster. Hij sleet nadien zijn dagen met het overschrijven van vele geschriften, waarna hij deze aanbood aan het hof. Het hof weigerde deze echter te accepteren.
Sutoku stierf op 45-jarige leeftijd.

## Legendes
Volgens een volkslegende zou Sutoku na zijn dood een Onryo geworden zijn. Veel rampen die het hof en het land nadien troffen, zoals droogte en het verlies van het fortuin van de keizerlijke familie, werden toegeschreven aan het feit dat Sutoku als Onryo nog altijd zou ronddolen.
Een andere volkslegende vermeldt dat Sutoku na zijn dood een Ootengu (een variant van de Tengu) zou zijn geworden. Deze wordt samen met de Kitsune en de Shuten Dōji gezien als de drie grootste yokai van Japan.

## Tijdsperiodes
Sutoku’s regeerperiode omvat de volgende periodes uit de Japanse geschiedenis:
- Hōan (1120–1124)
- Tenji (1124–1126)
- Daiji (1126–1131)
- Tenshō (1131–1132)
- Chōshō (1132–1135)
- Hōen (1135–1141)
- Eiji (1141–1142)

* Regent Jingu staat niet op de traditionele lijst.